# Diócesis de Taichung
La diócesis de Taichung (en latín: Dioecesis Taichungen(sis) y en chino: 天主教台中教區) es una circunscripción eclesiástica latina de la Iglesia católica en Taiwán, sufragánea de la arquidiócesis de Taipéi. La diócesis tiene al obispo Martin Su Yao-wen como su ordinario desde el 25 de junio de 2007.

## Territorio y organización
La diócesis tiene 7836 km² y extiende su jurisdicción sobre los fieles católicos de rito latino residentes en el municipio especial de Taichung y en los condados de Changhua y de Nantou.
La sede de la diócesis se encuentra en la ciudad de Taichung, en donde se halla la Catedral de Cristo Salvador.
En 2020 en la diócesis existían 71 parroquias agrupadas en 5 decanatos.

## Historia
La prefectura apostólica de Taichung fue erigida el 10 de agosto de 1950 con la bula Ut catholicae fidei del papa Pío XII, obteniendo el territorio de la prefectura apostólica de Kaohsiung (hoy diócesis de Kaohsiung).
El 16 de abril de 1962 la prefectura apostólica fue elevada a diócesis con la bula Cum Deo iuvante del papa Juan XXIII.

## Estadísticas
De acuerdo al Anuario Pontificio 2021 la diócesis tenía a fines de 2020 un total de 24 332 fieles bautizados.
| Año                                                                             | Población            | Población | Población      | Sacerdotes | Sacerdotes    | Sacerdotes    | Bautizados por sacerdote | Diáconos permanentes | Religiosos | Religiosos | Parroquias |
| Año                                                                             | Bautizados católicos | Total     | % de católicos | Total      | Clero secular | Clero regular | Bautizados por sacerdote | Diáconos permanentes | Varones    | Mujeres    | Parroquias |
| ------------------------------------------------------------------------------- | -------------------- | --------- | -------------- | ---------- | ------------- | ------------- | ------------------------ | -------------------- | ---------- | ---------- | ---------- |
| 1969                                                                            | 41 383               | 2 622 660 | 1.6            | 96         | 61            | 35            | 431                      |                      | 49         | 164        | 42         |
| 1980                                                                            | 36 533               | 3 468 099 | 1.1            | 66         | 10            | 56            | 553                      |                      | 68         | 154        | 41         |
| 1990                                                                            | 32 014               | 3 622 134 | 0.9            | 69         | 18            | 51            | 463                      |                      | 81         | 133        | 43         |
| 1999                                                                            | 33 679               | 3 889 135 | 0.9            | 72         | 24            | 48            | 467                      |                      | 72         | 135        | 53         |
| 2000                                                                            | 34 102               | 3 974 261 | 0.9            | 70         | 24            | 46            | 487                      |                      | 64         | 132        | 53         |
| 2001                                                                            | 34 603               | 4 023 179 | 0.9            | 70         | 25            | 45            | 494                      |                      | 61         | 129        | 53         |
| 2002                                                                            | 34 861               | 4 034 000 | 0.9            | 68         | 26            | 42            | 512                      |                      | 55         | 119        | 53         |
| 2003                                                                            | 35 241               | 4 050 000 | 0.9            | 64         | 26            | 38            | 550                      |                      | 49         | 113        | 53         |
| 2004                                                                            | 35 580               | 4 100 000 | 0.9            | 86         | 27            | 59            | 413                      |                      | 100        | 106        | 54         |
| 2010                                                                            | 26 395               | 4 235 174 | 0.6            | 65         | 24            | 41            | 406                      |                      | 53         | 116        | 71         |
| 2014                                                                            | 28 679               | 4 523 421 | 0.6            | 61         | 24            | 37            | 470                      |                      | 55         | 95         | 71         |
| 2017                                                                            | 26 287               | 4 530 000 | 0.6            | 58         | 24            | 34            | 453                      |                      | 34         | 157        | ?          |
| 2020                                                                            | 24 332               | 4 582 137 | 0.5            | 63         | 23            | 40            | 386                      |                      | 40         | 115        | 71         |
| Fuente: Catholic-Hierarchy, que a su vez toma los datos del Anuario Pontificio. |                      |           |                |            |               |               |                          |                      |            |            |            |

## Episcopologio
- William Francis Kupfer, M.M. † (26 de enero de 1951-25 de junio de 1986 retirado)
- Joseph Wang Yu-jung † (25 de junio de 1986-25 de junio de 2007 retirado)
- Martin Su Yao-wen, desde el 25 de junio de 2007